# Pitorro

Asa de pitorro en una olla de la Cueva de los Botijos, en Benalmádena (España).El asa de pitorro tiene precedentes arcaicos en diversos modelos, desde Grecia hasta los más diversos enclaves protohistóricos.

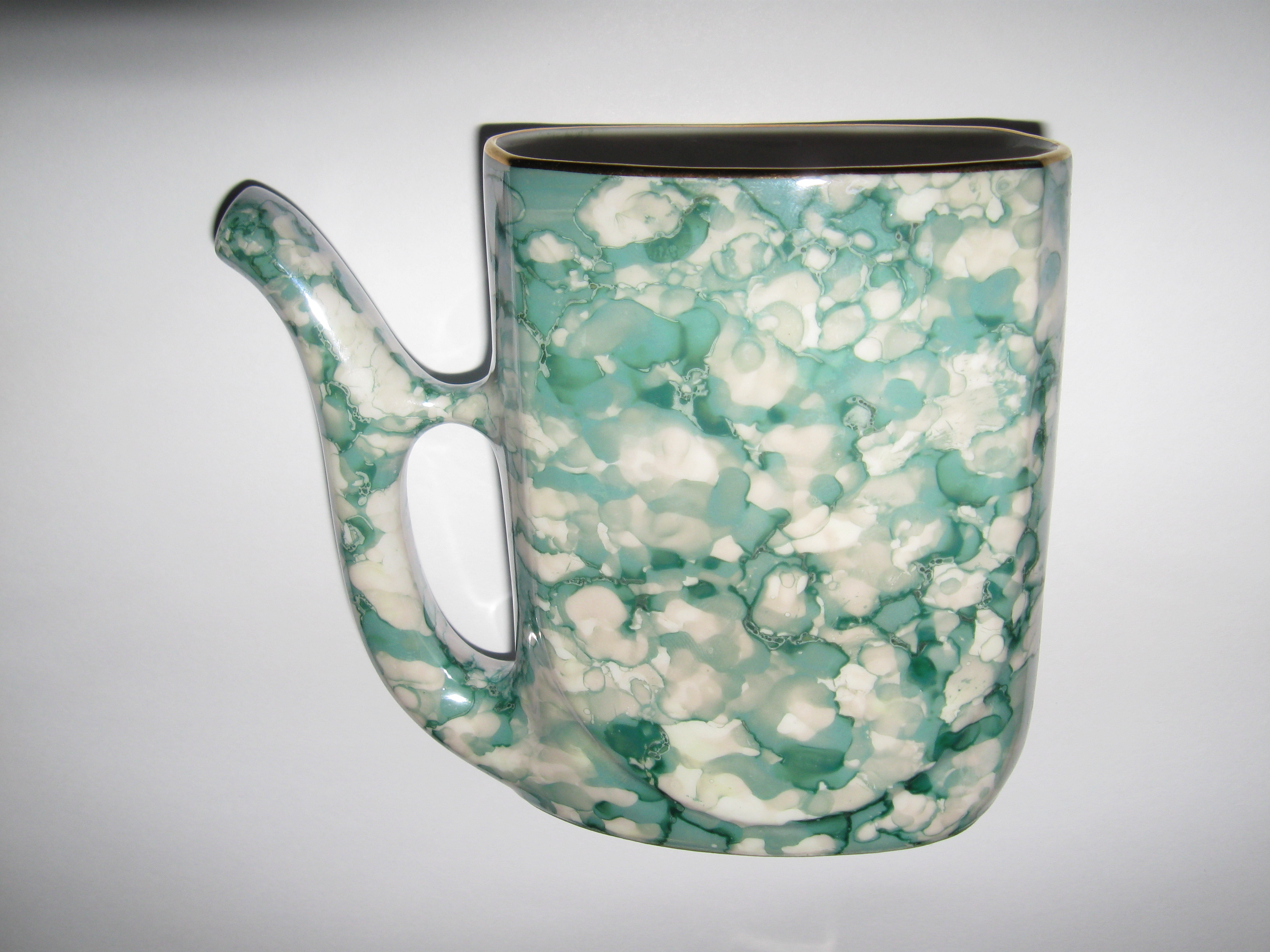
Asa con pitorro vertedor de líquido en un moderno diseño de "porcelana de china" fabricado en Karlovy Vary (República Checa).

Pitorro, pito, pitón o pico vertedor es una embocadura provista de un pequeño orificio que tienen algunas vasijas y recipientes para facilitar y dosificar la administración del líquido contenido en su interior. Esta protuberancia suele presentar forma "cilíndrica, cónica o subcónica" y en la alfarería tradicional se añadía al cuerpo del vaso una vez modelado este, y por lo general en su parte superior. También se denomina así el alargado vertedor cónico del porrón y la regadera.
Se documenta ya en algunos modelos de jarras cretenses del periodo cicládico, y es un elemento de identificación habitual en los análisis arqueológicos.

## Tipología
En alfarería se distinguen al menos cinco tipos principales de pitorro escanciador, que sirven de conducto para el vertido del líquido y poder beber a chorro:
1. Vasijas con pitorro de caño, con largo labio apuntado.
2. Vasijas con pitorro de botón, pequeño y breve orificio con un anillo o corona.
3. Vasijas con pitorro de pitón, apenas una protuberancia o pico pezonado, en el grupo de los ‘picos vertedores’.
4. Vasijas con pitorro de gollete, como en el extremo del cuello de las botellas.
5. Vasijas con pitorro de regadera, alargado y cilíndrico o tubular. Un subtipo específico sería el pitorro del porrón, grande, alargado y cónico.[3]

A su vez, los picos vertedores abiertos presentan una amplia variedad tipológica, desde el básico pico de jarra/jarro, hasta los imaginativos ‘picos de ave’ de larga longitud, entre otros modelos de picos de inspiración zoomórfica.

## Uso no funcional

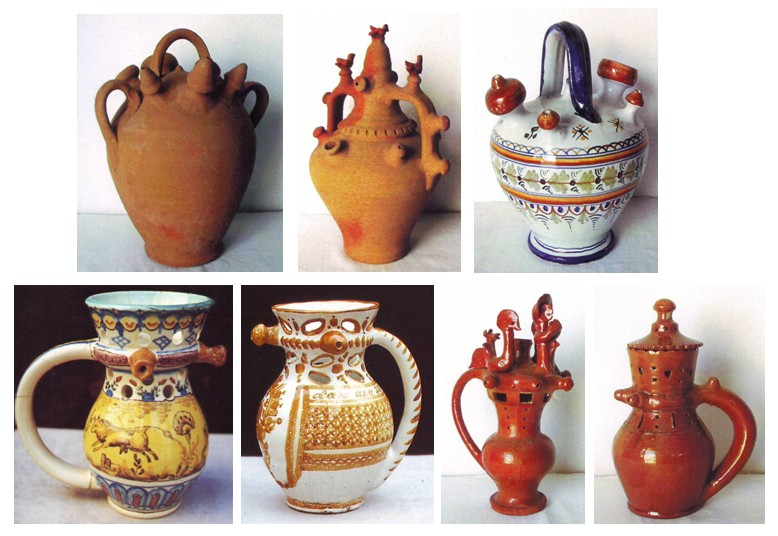
Siete piezas españolas de alfarería de trampa o engaño. Arriba, de izq.a dcha: botijo de trampa (Mombeltrán, Ávila); botijo de torre (Ateca, Zaragoza); botijo de trampa (Talavera, Toledo). Abajo: jarra burladera (Triana, Sevilla); jarra burladera (Talavera, Toledo); jarra de trampa (Jiménez de Jamuz, León); jarra de engaño (Castellar de Santiago, Ciudad Real).

La fantasía alfarera ha creado a lo largo de la historia muy diversos modelos de recipientes asociados a la tipología del botijo y vasijas hermanas que, conocidas como jarras de engaño o botijos de trampa, sirvieron en siglos pasados como artículo de broma, adorno o celebración, como barrocas ocurrencias, pasando más tarde a convertirse en piezas de colección o artefactos curiosos.
Algunos de ellos llegaban a disponer de una docena de pitorros distribuidos por toda su estructura, careciendo en ocasiones incluso de boca de llenado (como el botijo de varios pitos pero sin boca, que se llena por debajo y que dispone de una cámara interna que impide que al ponerlo en posición vertical, se derrame el agua por la base. Es un modelo típico de Segorbe y se solía utilizar en la mesa los días de fiesta). Entre los más populares en España, además de los típicos botijos de engaño de Cespedosa de Tormes (Salamanca), Totana (Murcia) y la almorrtxa de La Bisbal (Gerona), pueden mencionarse:
- El botijo de tres pitos bordado (decorado con rameos o ramejat) de Agost, compuesto por tres pitos y tres bocas; el engaño consiste en que no se sabe por cual de los tres pitos sale el agua. O su hermano castellano, el botijo de campanario de Tajueco (Soria), con tres pitorros grandes.[13]
- El botijo de barril de El Puente del Arzobispo (Toledo), con la boca situada en medio.
- El «pitxell de doble botxa o de trampa» de La Galera (Tarragona),[14] centro muy próximo al foco alfarero de Traiguera, en Valencia, lo que determina aún más su localización.
- El silló de trampa de Verdú (Lérida), hecho de arcilla negra, tradicional en esta población desde el siglo XII. Su uso lúdico en las fiestas populares es el común a la mayoría de los botijos de trampa: dar a beber y provocar que el probador se equivoque de pitorro y quede mojado.[15]
- Diversos modelos de jarra de novia (o botijo de doncella), bellas piezas vidriadas y a veces decoradas, como las tradicionales en alfares de Toledo, Almería (allí similar al botijo de Vera) y otras zonas de la Península.
- El origen de este tipo de objetos más allá del territorio español puede rastrearse en las jarras de La Borne, en el Berry francés, algunos de cuyos ejemplares antiguos se conservan en el Museo de Bourges.[16]

## Iconografía
Distintos campos iconográficos (artesanal, industrial, museístico, etc.) aportan una diversidad de modelos de conductos y picos vertederos de difícil clasificación.

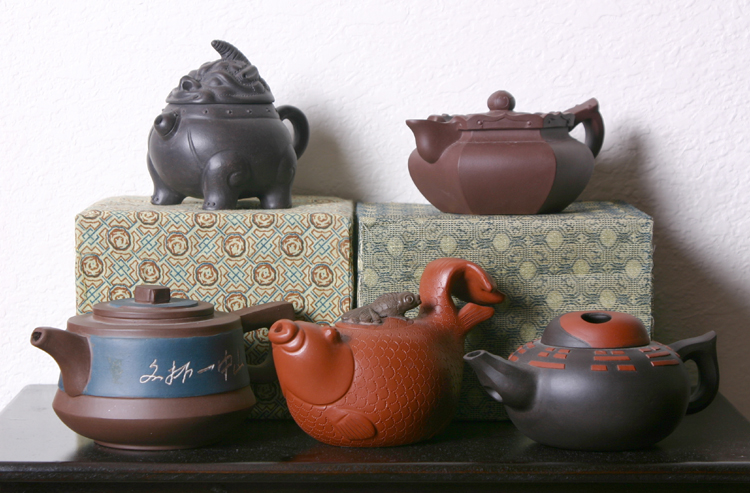
Tipología de pitorros en las teteras chinas Yixing.
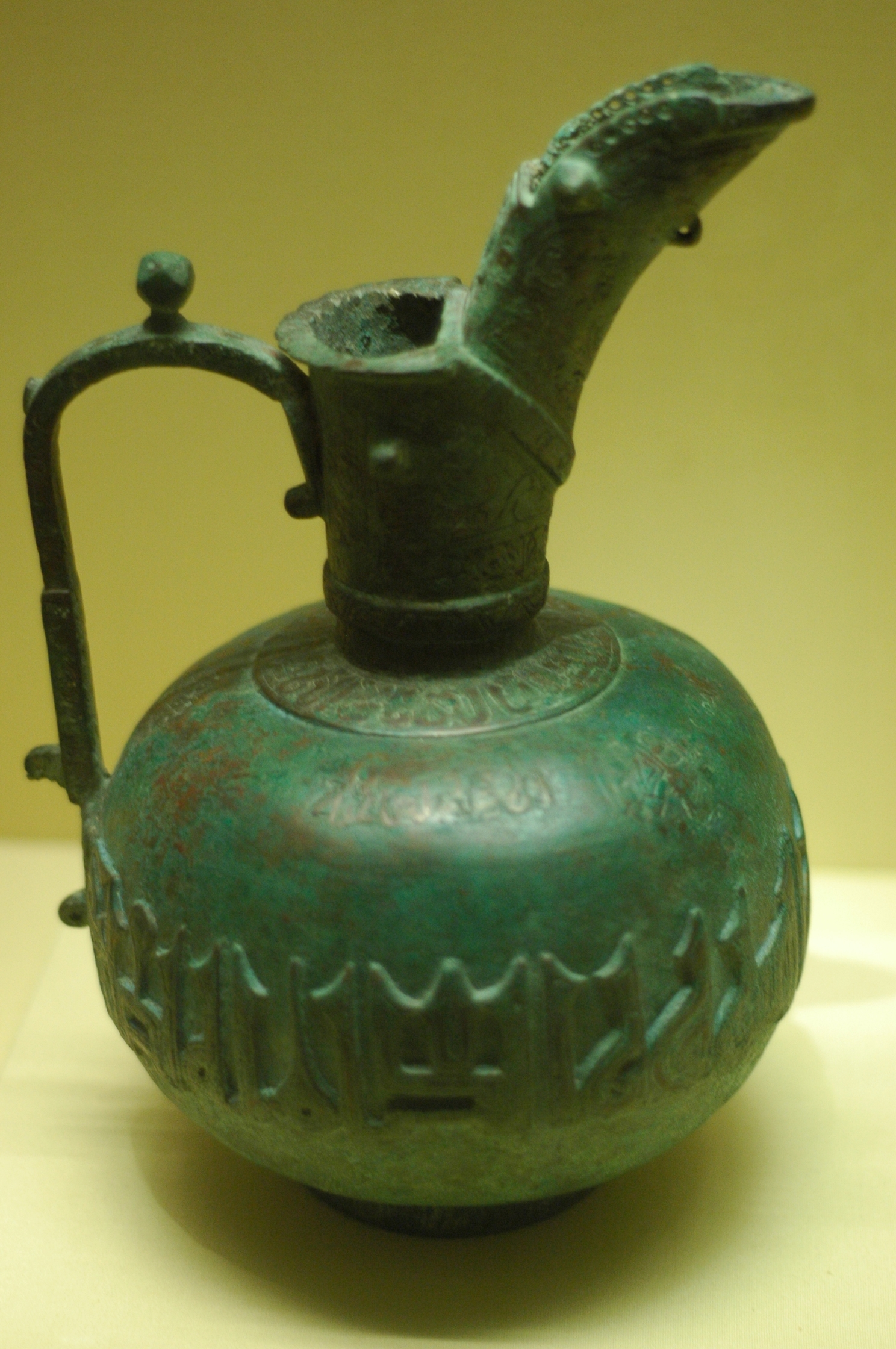
Jarra siria del siglo XII, de pico largo con cuerpo de bronce y plata. En el MET.
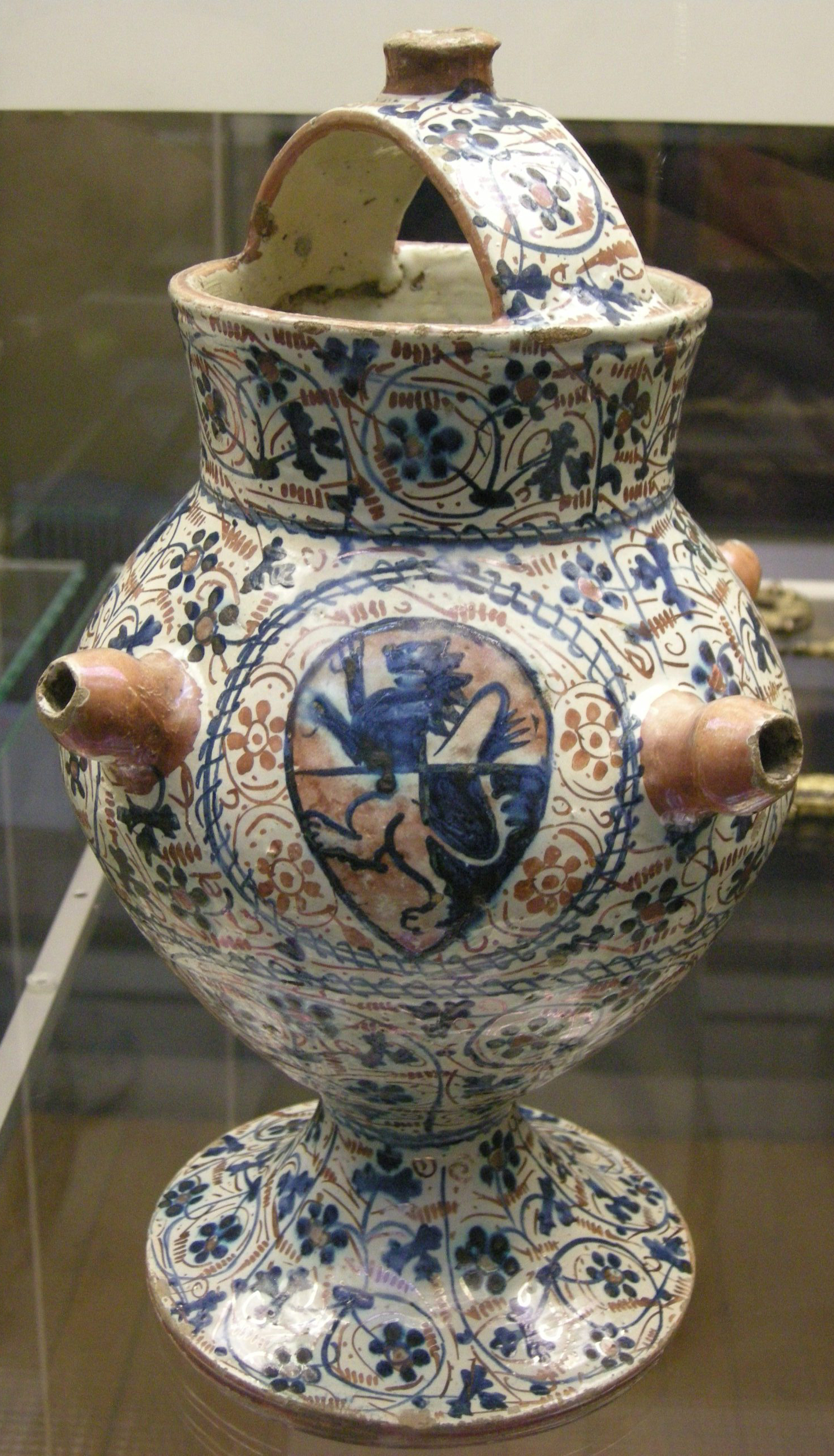
Jarra de trampa, fabricada en Manises entre 1420 y 1480.
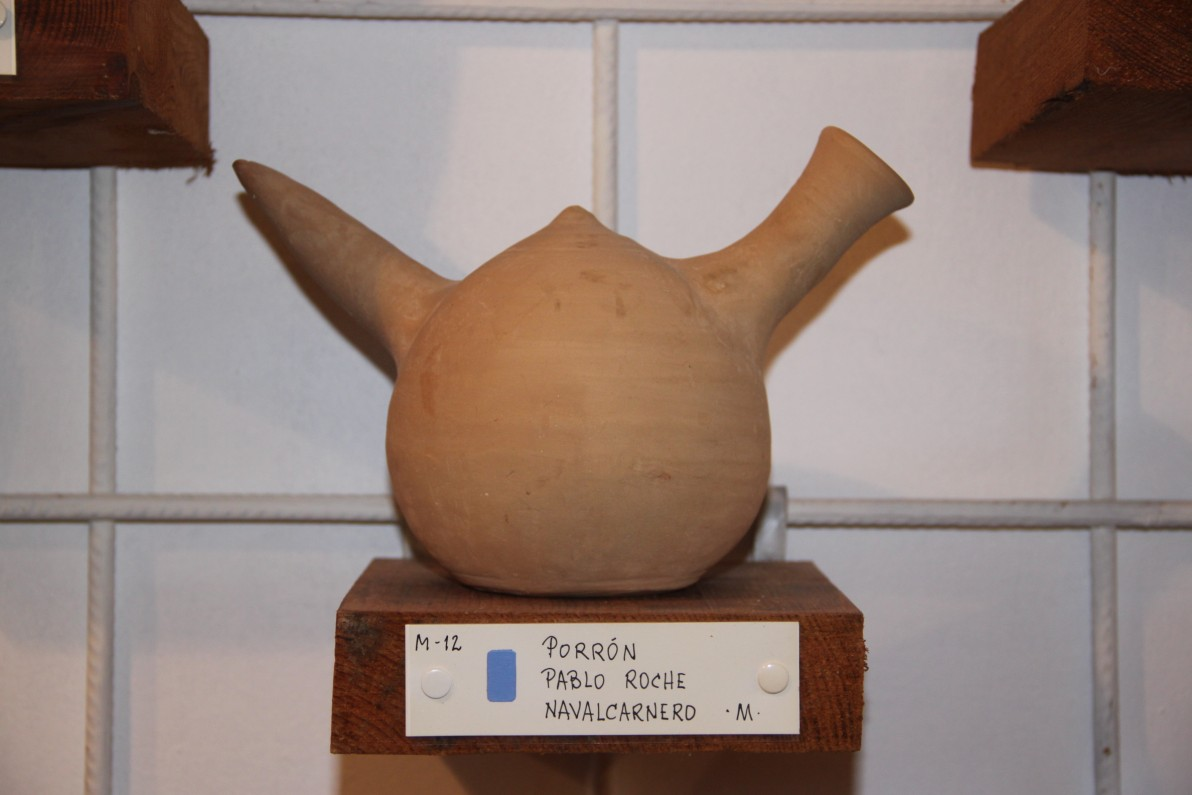
Largo pitorro en un porrón de arcilla de Navalcarnero (España).